# 托尔德·伦德斯特伦
托尔德·伦德斯特伦（瑞典語：Tord Lundström，1945年3月4日—），瑞典男子冰球运动员，场上位置是前锋。他曾代表瑞典国家队参加1968年和1972年冬季奥林匹克运动会冰球比赛，均获得第四名。